# Trionymus kurilensis
Trionymus kurilensis är en insektsart som beskrevs av Danzig 1986. Trionymus kurilensis ingår i släktet Trionymus och familjen ullsköldlöss. Inga underarter finns listade i Catalogue of Life.